# Врадіївська волость
Врадіївська волость — історична адміністративно-територіальна одиниця Балтського повіту Подільської губернії, після 1834 — Ананьївського повіту Херсонської губернії.
Станом на 1886 рік складалася з 9 поселень, 9 сільських громад. Населення — 12482 особи (6380 чоловічої статі та 6162 — жіночої), 2712 дворових господарств.
|                    | Площа, десятин | У тому числі орної, дес. |
| ------------------ | -------------- | ------------------------ |
| Сільських громад   | 38500          | 12858                    |
| Казенної власності | 2107           | 410                      |
| Іншої власності    | 196            | 100                      |
| Загалом            | 40803          | 13364                    |

Найбільші поселення волості:
- Врадіївка — колишнє державне село при річці Бакшала за 30 верст від повітового міста, 3553 осіб, 721 дворів, православна церква, лікарня, школа, 4 лавки, базари через 2 тижні. За 1½ версти — залізнична станція. За 23 версти — залізнична станція.
- Голта — колишнє державне село при річці Буг, 1343 особи, 488 дворів, православна церква, 2 школа, камера мирового судді, залізнична станція, пивоварний завод, свічковий завод, 2 шинка, 2 постоялих двори, 19 лавок, торжок щотижня.
- Криве Озеро — колишнє державне село при річці Кодима, 2722 осіб, 554 двори, православна церква, школа, винний склад.
- Кумарова — колишнє державне село при річці Кодима, 1170 осіб, 337 дворів, православна церква, школа, винний склад.
- Сирова — колишнє державне село при річці Кодима, 2437 осіб, 519 дворів, православна церква, школа, 2 лавки.